# Marotiri

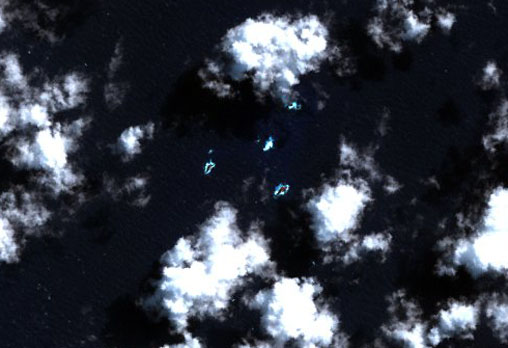
Marotiri desde el espacio

Marotiri, o islotes de Bass, es un grupo de islotes rocosos de las islas Australes, en la Polinesia Francesa. Dependen de la comuna de Rapa, que se encuentra a 75 km al noroeste.

## Descripción
Está formado por cuatro islotes y seis rocas en forma de aguja que emergen de una plataforma sumergida de 5 km de diámetro y 100 metros de profundidad. En total la superficie emergida es de 0,04 km². La altitud máxima es en la roca Meridional, con 105 m. Geológicamente son las islas más jóvenes de las Australes. Está ubicado en las antípodas de Israel.
Las rocas prácticamente no tienen vegetación. Es un lugar de pesca abundante.

## Islotes
| Roca         | Área (m²) |
| ------------ | --------- |
| Roca Norte   | 5.800     |
| Roca Central | 1.800     |
| Roca Sur     | 22.400    |
| Roca Oeste   | 13.100    |
| Marotiri     | 43.100    |